# 赵杰 (1968年)
赵杰 (1968年—)，哈尔滨工业大学教授，中华人民共和国教育部长江学者特聘教授，从事极端环境服役机器人研究。

## 生平
1986年至1996年本硕博均就读于哈尔滨工业大学，1998至2001年在哈尔滨工程大学控制理论与控制工程博士后流动站工作。现任哈尔滨工业大学教授。

## 社会兼职
- 中国国务院学位委员会学科评议组成员
- 中国教育部科学技术委员会先进制造学部委员
- 中国宇航学会机器人专业委员会主任委员